# ウメボシイソギンチャク
ウメボシイソギンチャク（梅干磯巾着、学名:Actinia equina）は日本近海に生息するイソギンチャクの一種である。従来はイギリス沿岸から西ヨーロッパ、地中海、アフリカ大陸西岸にかけて広く分布するものと同種と考えられてきたため、現時点では上記の学名が適用されている。ただし、近年日本産のものは別種であることが示唆されている。

## 形態

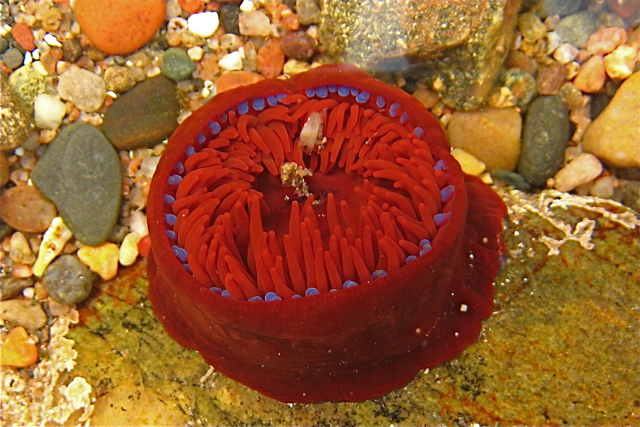
アクロラジ（青色の球）が出ているウメボシイソギンチャク

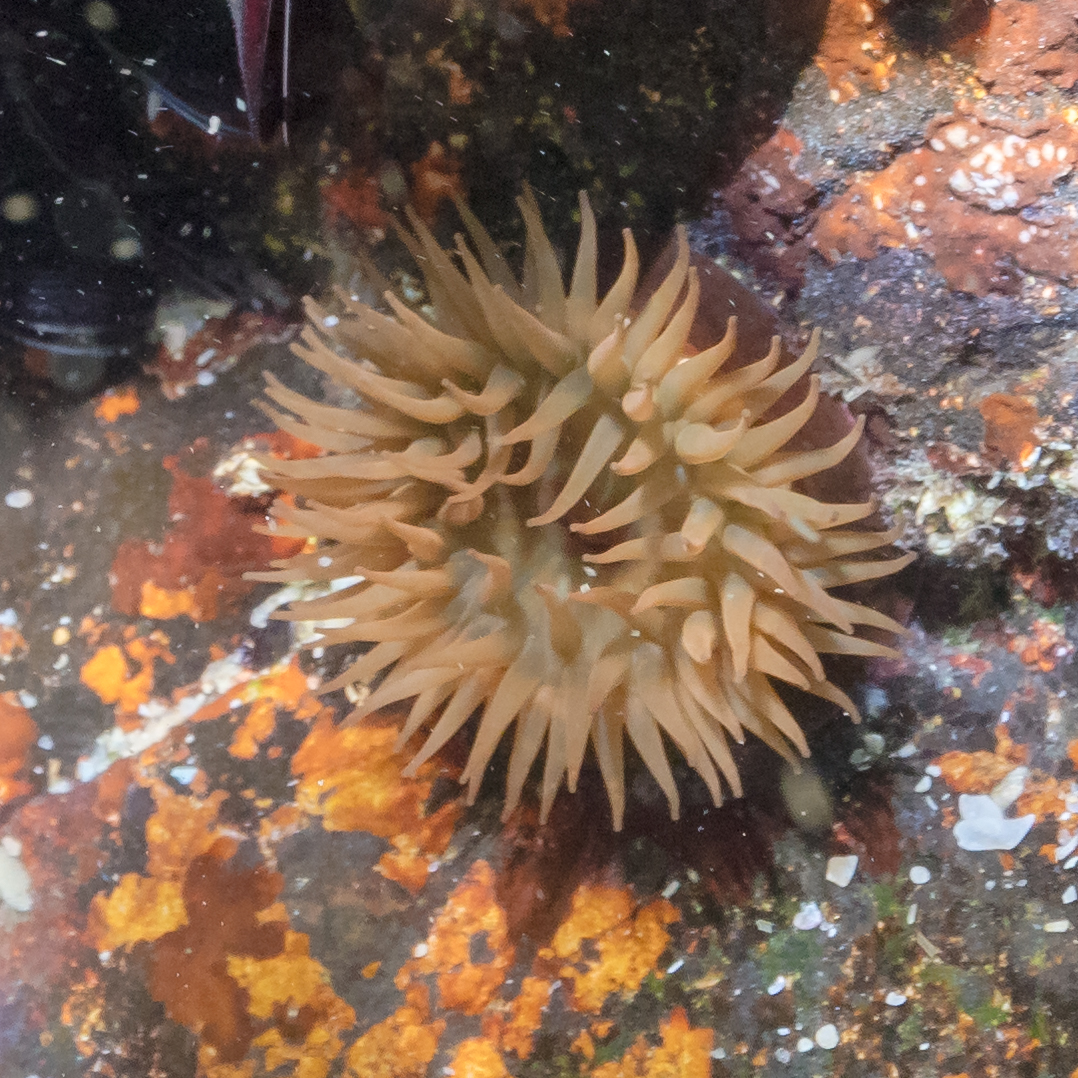
色違いのウメボシイソギンチャク

成体は96本、最大で192本の触手を持ち、それらが6つの円を描いて配置されている。潮が引いて触手を引っ込めた状態では、梅干しに似た直径 5cm ほどの赤茶色の塊となる。体壁の上部にはアクロラジ（周辺球、acrorhagi）と呼ばれる青色の球があり、これは刺胞細胞を含んで外敵に備える。本種には様々な色のバリエーションが知られているが、これらは別種のイソギンチャクであるという報告もある。
よく似た種

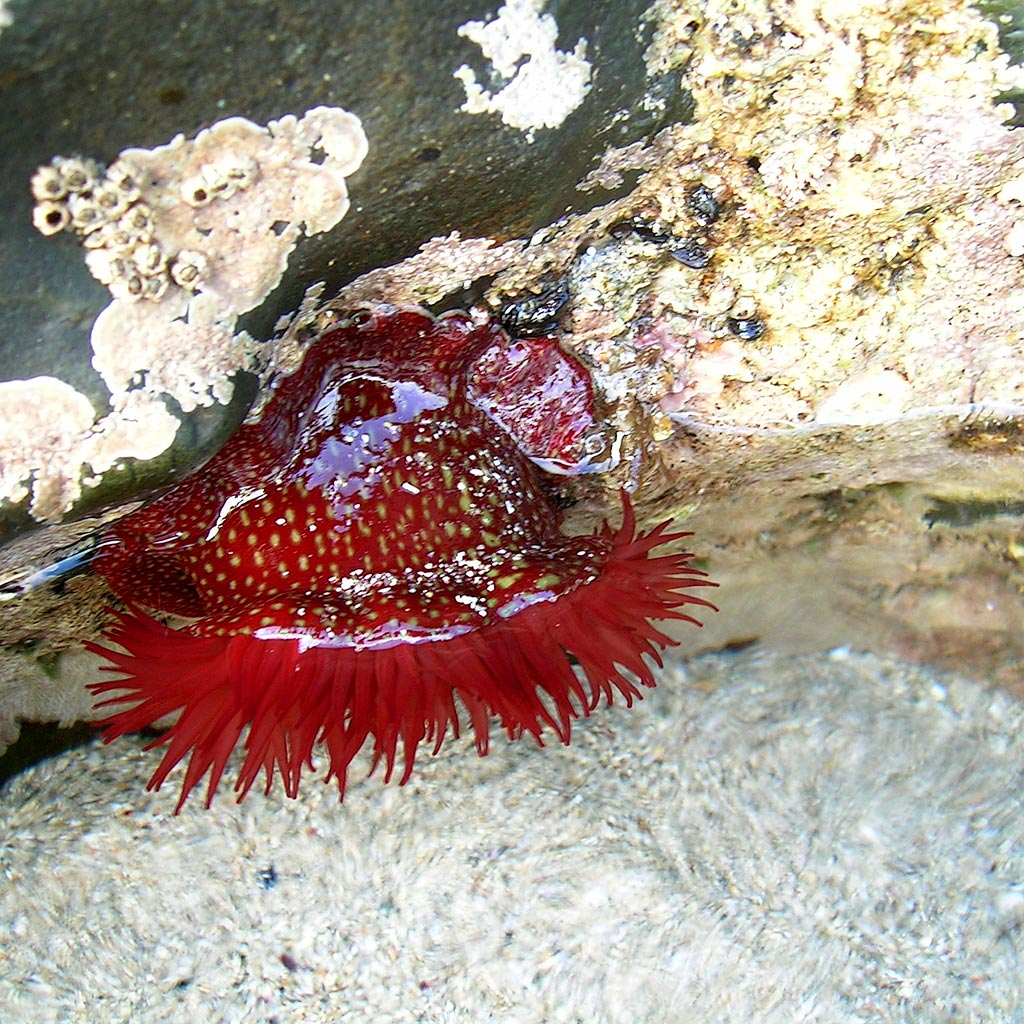
Strawberry anemone

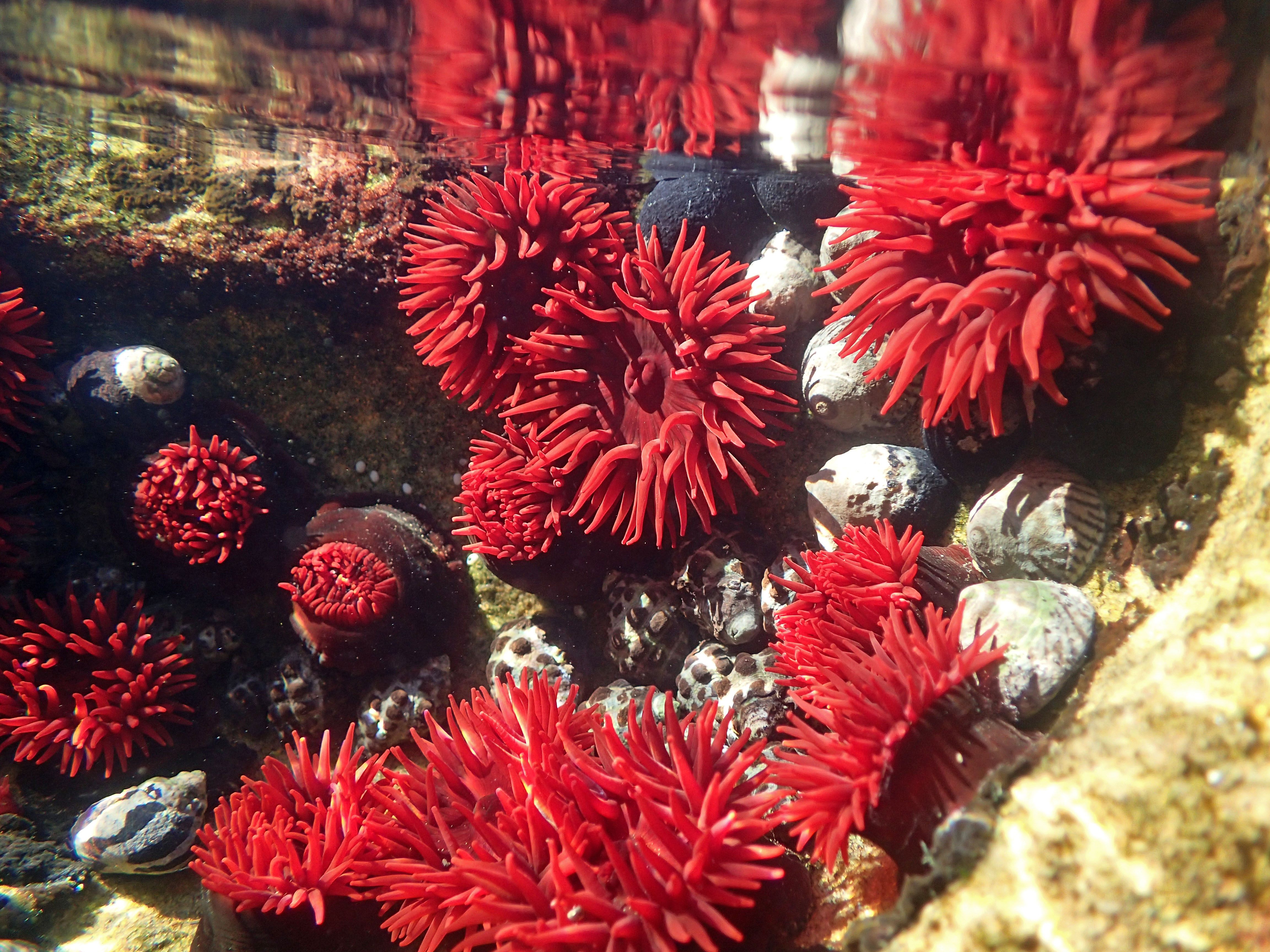
Actinia tenebrosa

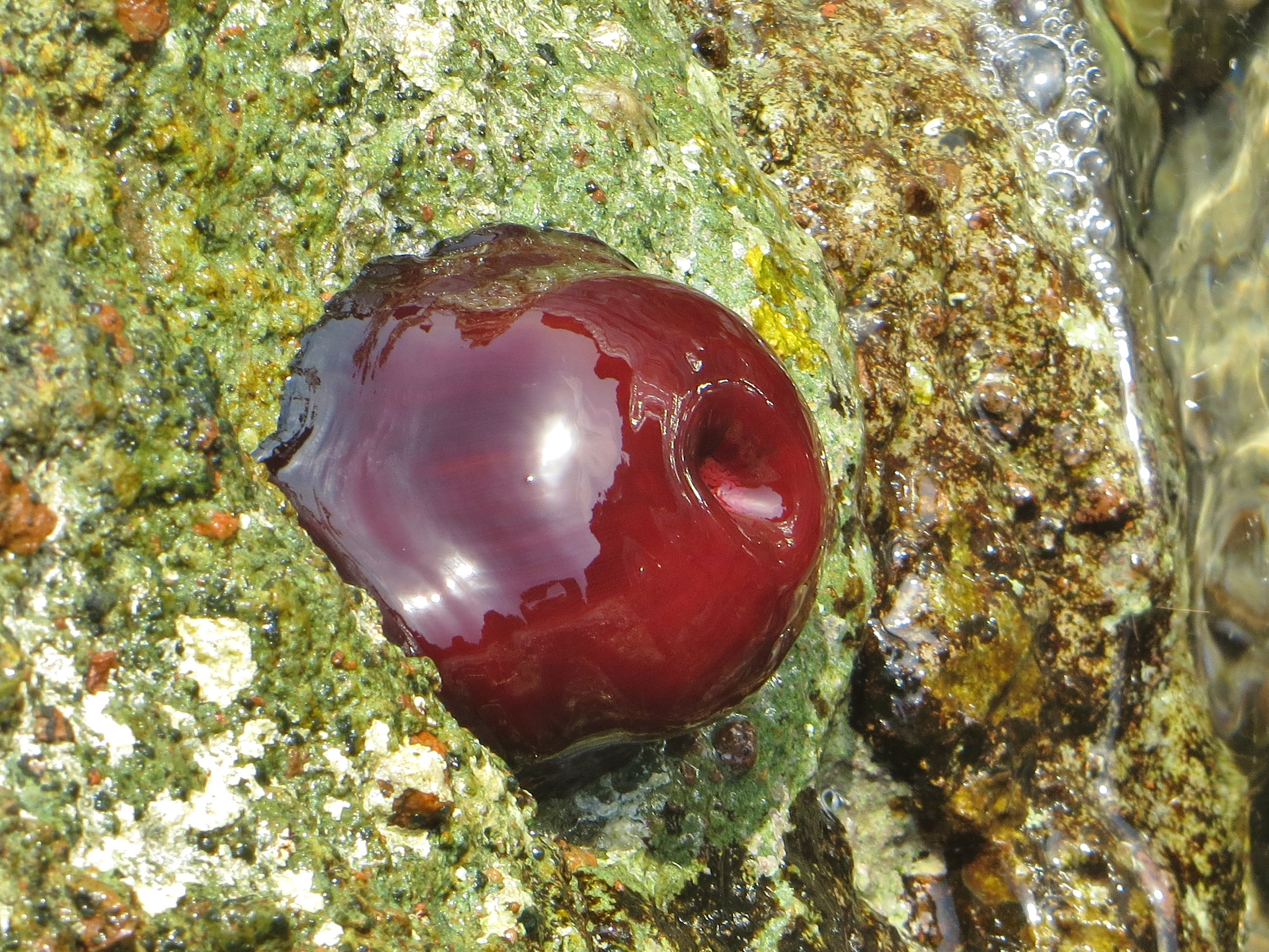
Actinia mediterranea

本種は同属のStrawberry anemoneに似るが、本種の方が小さく、また色彩が一様である。
オーストラリア、ニュージーランドにはActinia tenebrosa、地中海にはActinia mediterraneaが生息する。

## 生態

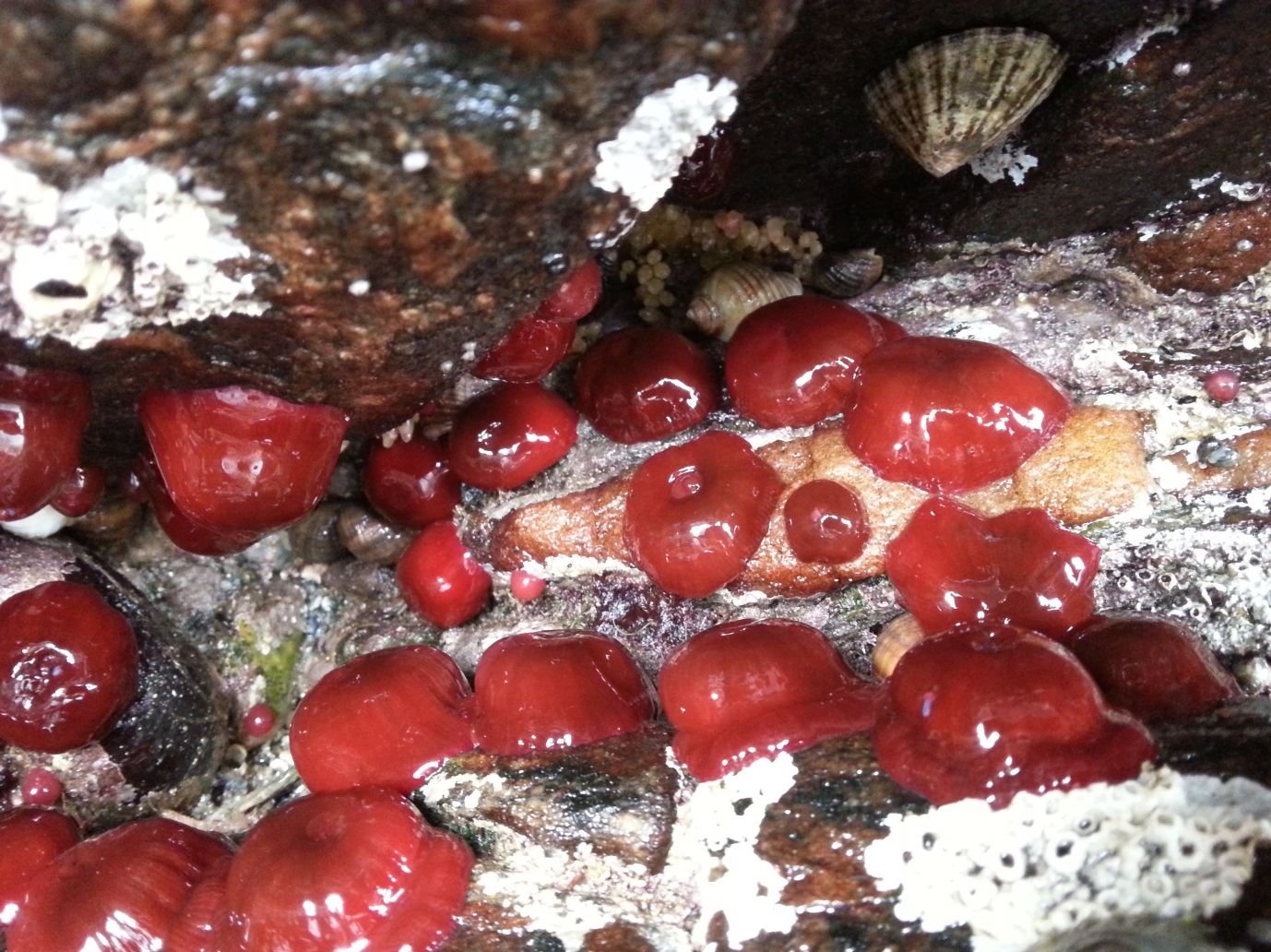
群生するウメボシイソギンチャク

波の撹乱が激しい場所と穏やかな場所のいずれにも見られる。潮間帯の環境に適応した生物で、ある程度の高温や乾燥に耐性を持つ。また広塩性でもあり、エスチュアリーのように塩濃度が変化しやすい環境にも生息する。往々にして多数個体が集まって張り付いており、潮が引いた場合にはそれらが丸まった姿で一面に張り付いているのが見られる。
なお、本種は口から小さな個体を吐き出して繁殖することが知られている。これはかつては受精卵を体内で育てて放出しているものと考えられてきたが、現在では隔膜から無性的に作られるものであることがわかっている。

## 人とのかかわり

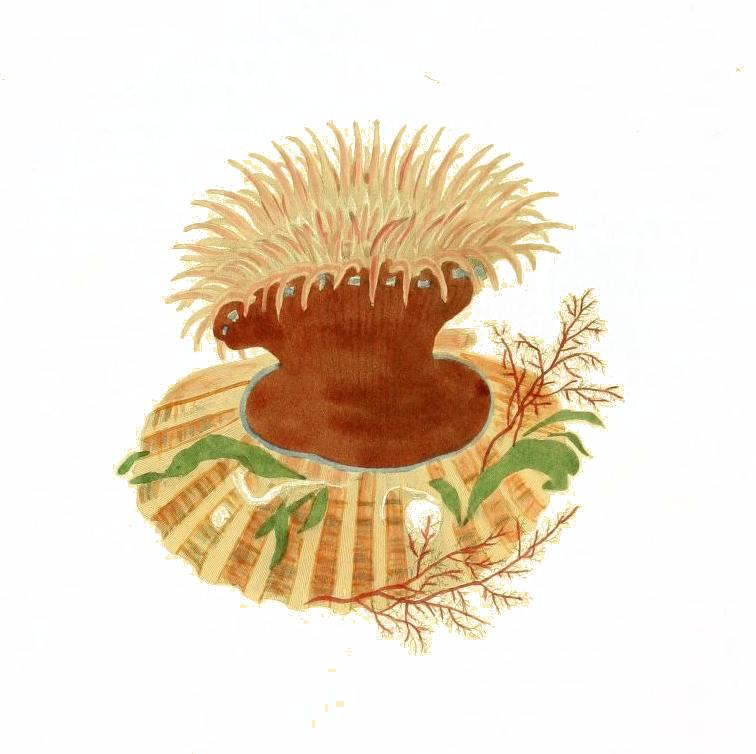
Grannyと名付けられたウメボシイソギンチャク

飼育は容易。著名な個体としてGrannyがいる。この個体は飼育下で60年近く生きた。
真鶴半島のウメボシイソギンチャクは神奈川県の天然記念物に指定されている。相模湾のウメボシイソギンチャクは関東大震災により海岸の地形が変化したことから大部分は死滅したが、真鶴半島のものは生き残った。